# Mikołajek polny
Mikołajek polny (Eryngium campestre L.) – gatunek rośliny wieloletniej z rodziny selerowatych.

## Rozmieszczenie geograficzne
Pierwotny zasięg gatunku obejmuje południową i środkową Europę (na północ po Niemcy, Polskę, Ukrainę), północną Afrykę (od Maroka po Egipt) oraz południowo-zachodnią Azję po Iran na wschodzie. Introdukowany został do północnej Europy (Dania, Szwecja, Wielka Brytania), do Nowej Zelandii i do wschodniej części Ameryki Północnej.
W Polsce za naturalne uznawane są tylko stanowiska znajdujące się na zachodnich krańcach kraju w dolinie Odry, poza nimi gatunek notowany jest jako introdukowany i dziczejący na pojedynczych stanowiskach rozproszonych na całym obszarze kraju. 

## Morfologia

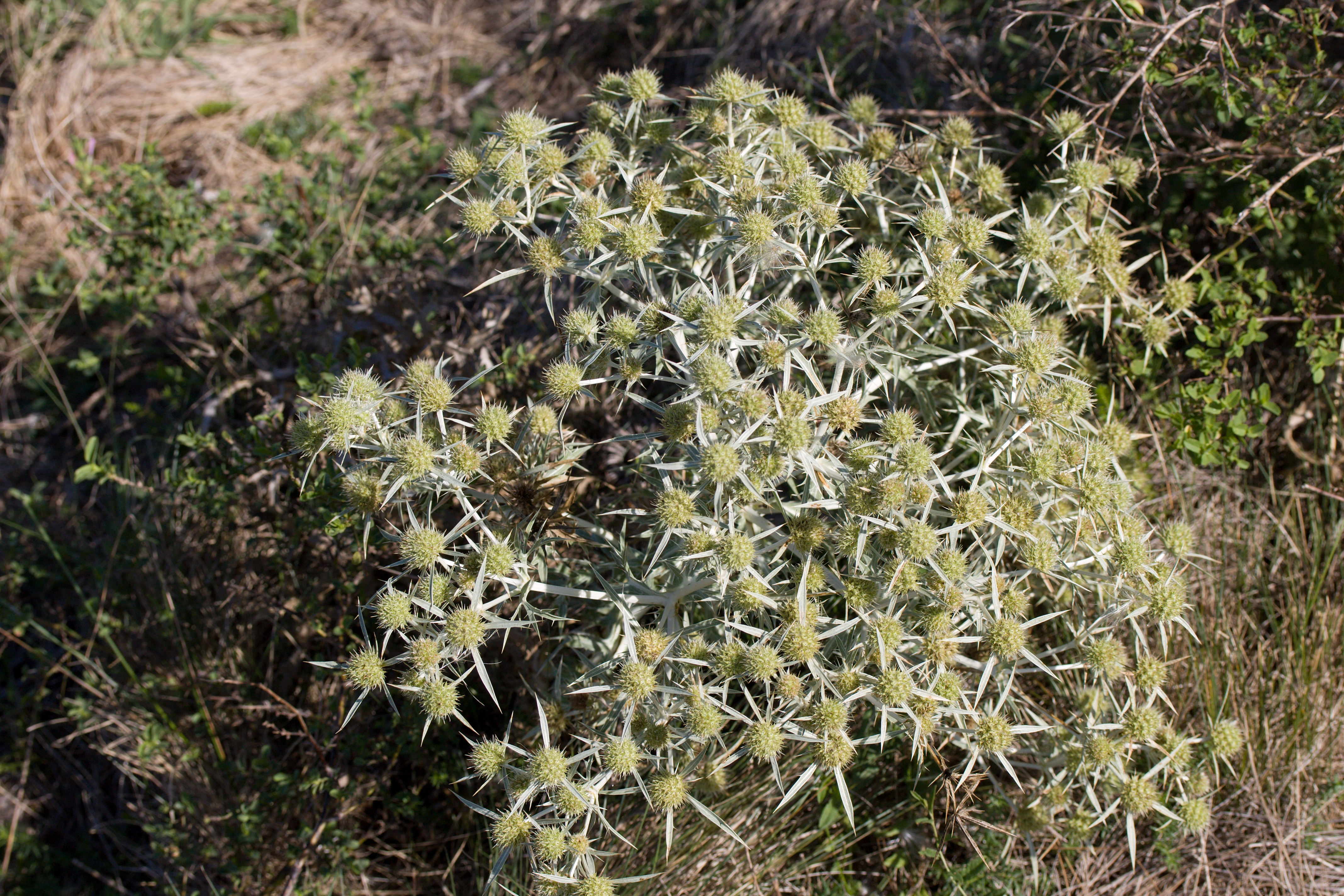
Pokrój

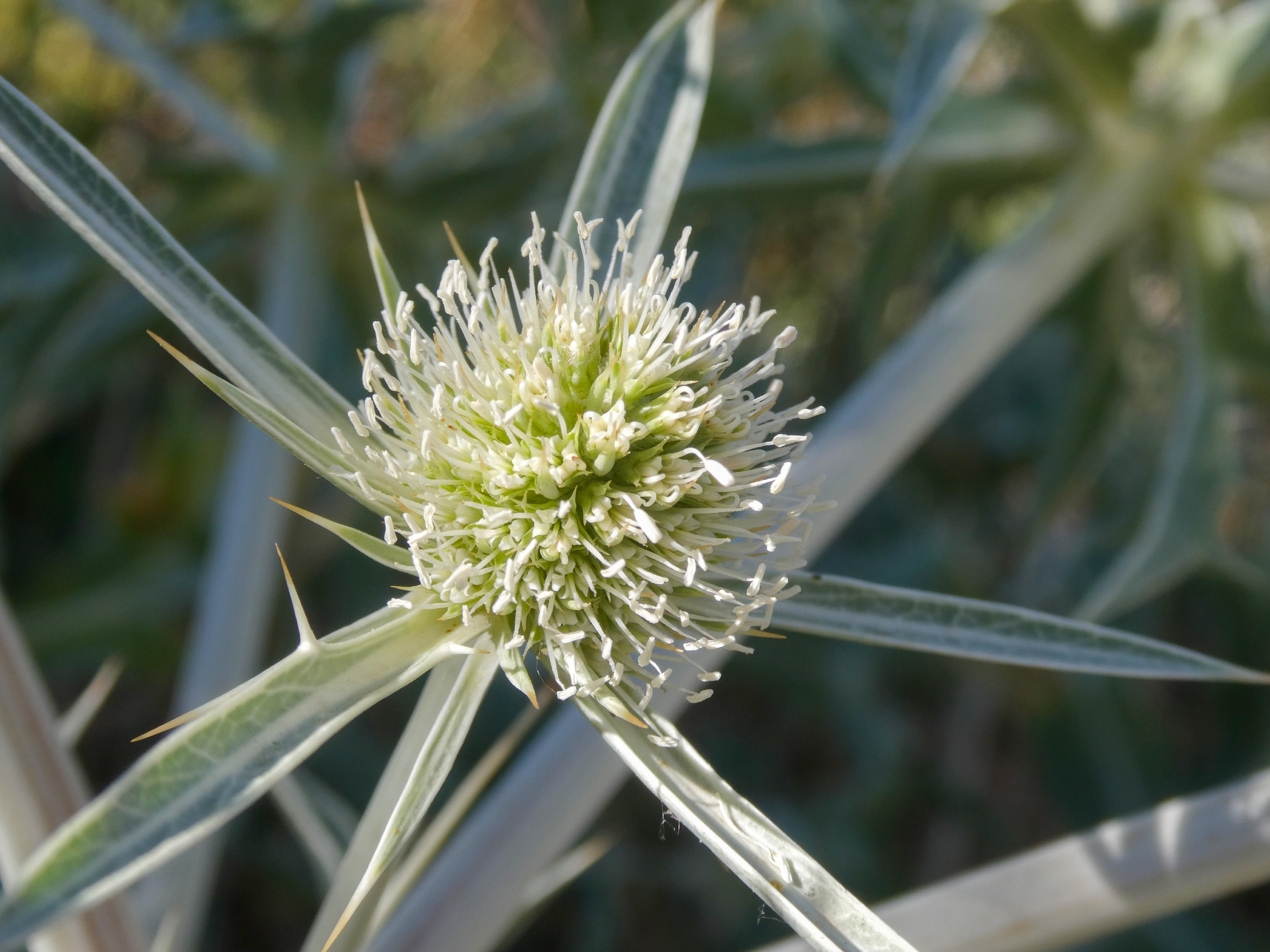
Kwiatostan

PokrójSinoszara lub białawozielona roślina zielna. Ma drewniejące, brunatne kłącze z głęboko sięgającym korzeniem palowym. Gruba łodyga u nasady otoczona jest licznymi włóknami po martwych liściach, od dołu gałęzista. Osiąga od 30 do 100 cm wysokości.
LiścieTęgie, sztywne, z wyjątkiem młodych liści pozostałe są dłoniasto lub pierzasto nacinane i silnie kolczaste. Dolne liście są ogonkowe górne siedzące o uszastej nasadzie, podwójnie pierzaste i silnie kolczaste.
KwiatyZebrane w kulisto jajowate główki wsparte 6–7 podsadkami. Są one wąskolancetowate, zakończone kolcem, poza tym całobrzegie lub kolczaste także na brzegach. Poszczególne kwiaty w obrębie kwiatostanu wspierają szydlaste przysadki. Działki kielicha są dwa razy dłuższe od płatków korony, zakończone kolcem. Korona jest biaława lub szarozielonawa.
OwoceSpłaszczone, odwrotnie jajowate rozłupnie do 5 mm długości, pokryte szydlastymi łuskami.
Gatunek podobnyMikołajek płaskolistny Eryngium planum odróżnić można m.in. po ciemnozielonych, niepodzielonych liściach odziomkowych; łodydze rozgałęziającej się tylko w górnej połowie i zazwyczaj niebieskich (rzadko białawych) kwiatach.

## Biologia i ekologia
Bylina, hemikryptofit. Kwitnie latem, zwykle od lipca do sierpnia, rzadziej od czerwca do września. Rośnie na suchych murawach, poza tym na przydrożach i przytorzach oraz odłogach. W klasyfikacji zbiorowisk roślinnych gatunek charakterystyczny dla Ass. Thalictro-Salvietum pratensis.

## Zastosowanie
Roślina jadalnaKorzenie roślin dwuletnich (są wtedy najsmaczniejsze) można dodawać do zup, sałatek, zapiekanek i surówek. Kandyzowane mogą stanowić zamiennik cukierków. Młode pąki kwiatowe po ugotowaniu również mają kulinarne zastosowanie.